# Ервін Вітте
Ервін Вітте (нім. Erwin Witte; 17 лютого 1911, Карлсруе — 7 листопада 1997) — німецький офіцер-підводник, капітан-лейтенант крігсмаріне.

## Біографія
В 1935 році вступив на флот. З 30 березня по 28 серпня 1938 року пройшов курс підводника, після чого був переданий в розпорядження командувача підводним флотом в Кілі. З 27 вересня 1938 року — офіцер роти 3-го морського навчального унтерофіцерського дивізіону в Плені, з 1 квітня 1949 року — роти училища підводників в Нойштадті.
З 17 серпня 1939 року — 2-й вахтовий офіцер на підводному човні U-47. З 21 вересня 1939 року — знову офіцер роти училища підводників в Нойштадті, одночасно з 17 листопада по 20 грудня 1939 року — командир взводу училища підводної розвідки в Готенгафені. З 7 квітня 1940 року — 2-й вахтовий офіцер на U-43. З 28 березня 1941 року — референт з обладнання в 3-й, з 15 серпня 1941 року — в 5-й флотилії підводних човнів. З 1 січня 1943 року — офіцер штабу 5-ї флотилії. 15-30 листопада 1943 року пройшов курс позиціонування (радіовимірювання), з 1 грудня 1943 по 30 січня 1944 року — курс командира човна, з 31 січня по 12 червня — командирську практику на U-170, після чого був переданий в розпорядження 11-ї флотилії. З грудня 1944 по 20 квітня 1945 року — командир U-155. В травні був взятий в полон британськими військами.

## Звання
- Фенріх-цур-зее (1 липня 1936)
- Оберфенріх-цур-зее (1 липня 1938)
- Лейтенант-цур-зее (1 квітня 1938)
- Оберлейтенант-цур-зее (1 жовтня 1940)
- Капітан-лейтенант (1 лютого 1943)

## Нагороди
- Медаль «За вислугу років у Вермахті» 4-го класу (4 роки)
- Нагрудний знак підводника (29 липня 1940)
- Залізний хрест
  - 2-го класу (29 липня 1940)
  - 1-го класу (20 грудня 1940)
- Хрест Воєнних заслуг 2-го класу з мечами (31 січня 1944)
- Фронтова планка підводника в бронзі (26 жовтня 1944)